# Salud Borrás Saperas
Salud Borrás Saperas (Barcelona, enero de 1878-París, 11 de agosto de 1954) fue una militante anarquista española.

## Biografía
Borrás era la hija mayor de la pareja anarquista formada por el internacionalista Martín Borrás Jover y por Francesca Saperas i Miró. A finales de los años ochenta y comienzos de los noventa participó con su madre en la distribución a domicilio de las suscripciones al periódico Tierra y Libertad, fundado por su padre. Fue compañera de Lluís Mas Gasió desde 1895. Tras el atentado de la Procesión del Corpus, también conocido como atentado de la calle de Cambios Nuevos (Barcelona) en 1896, su compañero fue detenido. El 4 de mayo de 1897, dos horas antes de la ejecución de Mas, fueron obligados a casarse bajo amenaza de internar en un convento al hijo que esperaban. También fue detenida junto con su madre y encarcelada un año antes de ser expulsada a Francia, donde se instaló en Marsella.
Su tarea dentro del movimiento anarquista consistía en hacer de correo con los presos, establecer contactos con los comités en los tiempos de clandestinidad, enterrar en secreto a sus muertos, practicar la solidaridad con los perseguidos, etc.
A partir de 1908 fue compañera de Octave Jahn, en México, donde él participó en la revolución en las filas de Emiliano Zapata. En 1911 regresó a Barcelona. En 1913 se estableció con su hijo en París donde trabajó como modista, haciendo constantes viajes entre Francia, Cataluña y México. En 1930 volvió a Barcelona, donde se instaló en una pequeña casa de la calle de Robador, en el barrio del Raval. 
A raíz del triunfo del franquismo, se exilió en Francia. En una salida campestre su hijo fue asesinado. Borrás murió el 11 de agosto de 1954 en el hospicio de la Salpetrière de París (Francia), donde vivía recogida. Una parte de su archivo - correspondencia y documentación sobre las revoluciones mexicana y española - se encuentra fotocopiado en el International Institute of Social History (IISH) de Ámsterdam.